# Grad Pegav
Grad Pegav je bil srednjeveški grad, ki se je nahajal v sedanji občini Pegav (nemško Peggau) na avstrijskem Štajerskem. Verjetno so ga v 12. stoletju zgradili svobodni gospodje Pegavski kot izvorni grad svojega sedeža. V ruševine je bil prepuščen sredi 17. stoletja. Sedaj so ostanki v lasti Opatije Vorau.

## Lokacija
Ruševine gradu se nahajajo jugovzhodno od Pegava, na izhodu iz grabna Srednjega potoka v  Muro, na skali, ki je obrnjena proti severu, vzhodu s strmim pobočjem proti zahodu. Dostop do gradu je preko sedla na jugu.

## Zgodovina
Grad so verjetno na začetku 12. stoletja zgradili svobodni gospodje Pegavski  kot grad svojega sedeža. Sredi 11. stoletja je okolica „Pecach“ pripadala plemiški družini Eppo, ki so verjetno postali grofje Selški (Zeltschach). Rudolf iz Peka je izhajal iz te družine in se v prvi polovici 12. stoletja omenja kot grajski gospodar. Ena veja družine je pridobila še grad Stari Pfanberg pri Frohnleitenu kot grofje Pfanberški. Grad je bil zgrajen na mestu ugodnem za nadzorovanje ceste iz Doline Mure v Dolino Raabe. 
Omenjeni Rudolf Peka je bil v sporu s krškim škofom; ko je spor izgubil, je moral škofu izročiti del svoje posesti, ki jo je prejel nazaj kot fevd. Popo III. Pegavski je odšel na križarski pohod v Sveto deželo. Pred tem je vse svoje premoženje podaril Krški škofiji, kar je povzročilo nov spor med njegovo družino in škofijo, ki je trajal 50 let. Čeprav so morali gospodje Pegavski (iz Peckach) večkrat plačati odškodnino, je šele gospod Ulrik Pegavski dosegel pomiritev, s tem ko se je priključil cesarju Frideriku II. v investiturnem boju. Cesar ga je povzdignil v grofa. Pri podelitvi posesti samostana Göss v fevd pa se imenuje po novem gradu tj. grof Pfanberški. Po njegovi smrti sta se njegova sinova okoli leta 1247 dogovorila s krškim škofom. To je omogočilo, da sta lahko očeta Ulrika pokopala v Šentpavelskem samostanu, kar je prej ta zavračal. Gospodje Pegavski oziroma Pfanberški so se tudi medsebojno prepirali; Popo IV. Pegavski je leta 1250 celo imel v priporu svoje sorodnike Pfanberške. Ko sta brata grofa Bernard in Henrik Pfanberška nasledila grad Pegav, sta takoj začela nov spor s krškim škofom, ki jima je na koncu leta 1264 izplačal 350 mark srebra, nakar so se odpovedali vsem terjatvam. 
Grof Bernard Pfanberški je sodeloval v plemiški zaroti proti češkemu kralju Otokarju II. Přemyslu, nakar so kraljeve sile leta 1270 porušile grad Pegav. Leta 1276 je Bernard dobil porušeni grad nazaj in ga takoj začel obnavljati. Grad je bil leta 1276 ponovno pozidan. Pfanberški grofje so le občasno živeli na Pegavu, ki so ga večinoma upravljali ministeriali, ki so se poimenovali po gradu. Grad je ostal v lasti grofov Pfanberških do leta 1362, ko je rodbina Pfanberških izumrla z grofom Hansom.
Dedovanje je privedlo do sporov med Celjskimi grofi in grofi Montfortskimi. Razsodniki so prisodili v korist Montfortov. Od 1373 so ti živeli na gradu Pfanberg, ki so ga dokupili in imenovali upravitelje v Pegavu. Leta 1430 je bilo gradu priključeno deželno sodišče. Grof Wolf Montfortski, ki je živel precej razkošno in je tudi delal kot alkimist, je leta 1596 gospostvo prodal baronu Pavlu Ivniškemu (Eibiswaldu).
Kot protestant je moral Pavel Ivniški leta 1629 zapustiti Štajersko. Pred tem je Pegav prodal svojemu bratrancu Juriju Amelreichu Ivniškemu. Ker pa mu kupnine dolgo ni poravnal, se je Pavel vrnil, spreobrnil v katolištvo in leta 1649 ponovno prevzel gospostvo. Vendar ga je že leta 1652 prodal Opatiji Pegav. V gradu so do leta 1804 živeli upravniki. Grad je propadel, ko so urad gospoščine preselili. Ruševina je še danes v lasti samostana.